# Растр (полиграфия)
Растр — точечная структура полутонового изображения, предназначенного для полиграфического воспроизведения методом автотипии.
Растрирование полутоновых изображений позволяет воспроизводить его при помощи технологий, не способных создавать плавные тональные переходы, например цинкографии или офсетной печати. Эти точки, сливаясь на расстоянии, создают ощущение плавных тональных или цветовых переходов. Различают регулярный растр и стохастический. При использовании способа глубокой печати растр выполняет иную функцию — служит опорой для ракеля, удаляющего краску с пробельных элементов.

## Регулярный растр

светлые участки

тёмные участки

Основной признак регулярных растров — это периодическая структура. Как правило применяются растры, точки которых находятся в узлах квадратной сетки — чем темнее изображение, тем больше размер точки. В тёмных участках практически весь участок становится залитым, и в центрах ячеек квадратной сетки появляются дырки. Полутона формируются изменением размеров растровой точки. Таким образом, регулярный растр можно называть амплитудно-модулированным. Три основных характеристики точек регулярного растра — угол поворота растра, форма точки и линиатура. Главным недостатком регулярных растров является возникновение муара.

## Угол поворота растра

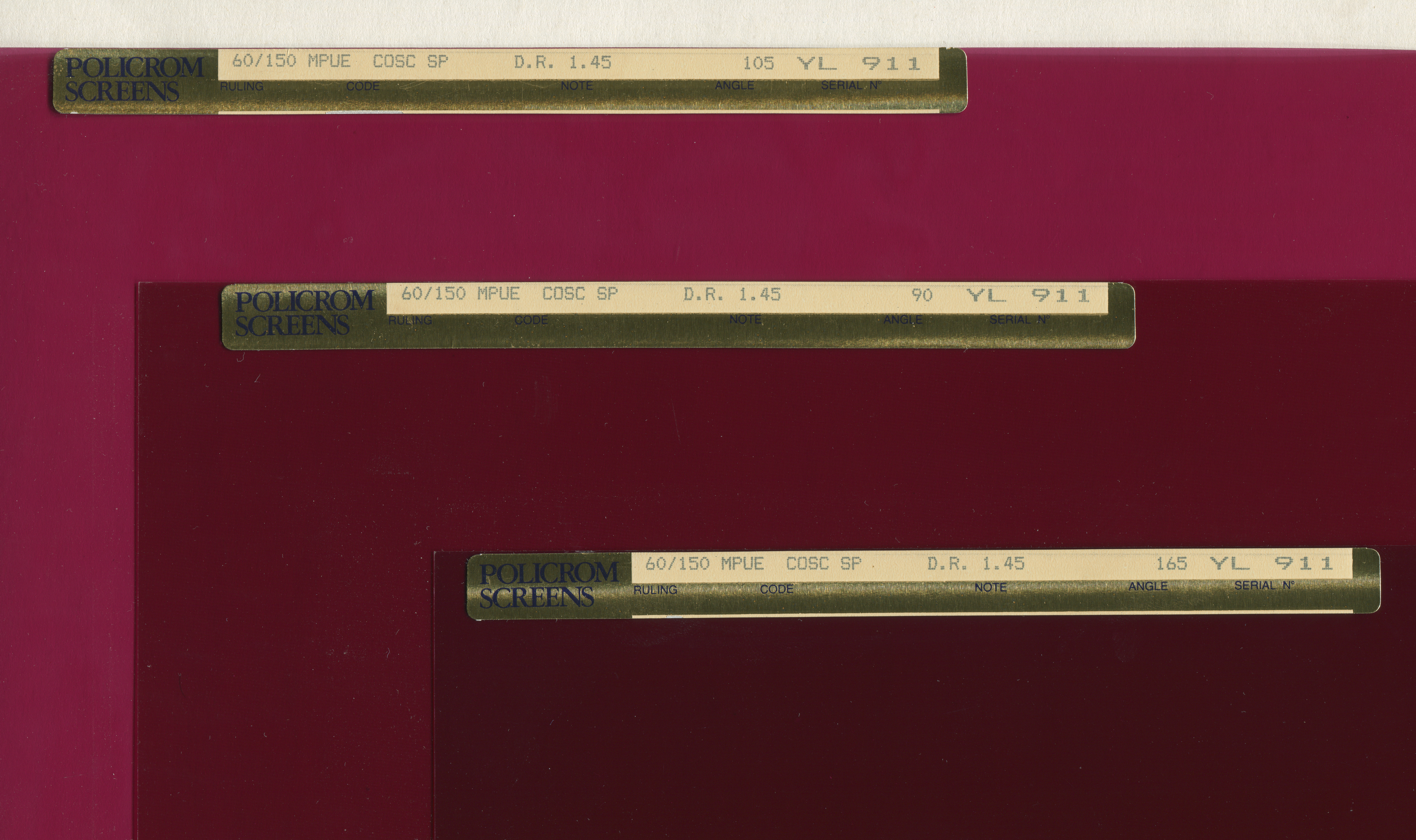
Растры для цветоделения с углами растрирования 90°, 105° и 165°.

Угол поворота растра — это набор углов, под которыми располагаются друг к другу линии из точек растра.
Для получения многокрасочных иллюстраций оригинал сначала разлагают на цветоделённые изображения для четырёх основных красок (CMYK) печатного синтеза: голубой, пурпурной, жёлтой и чёрной, а затем на отдельные печатающие элементы. Каждое цветоделённое изображение растрируют со своим углом поворота. 

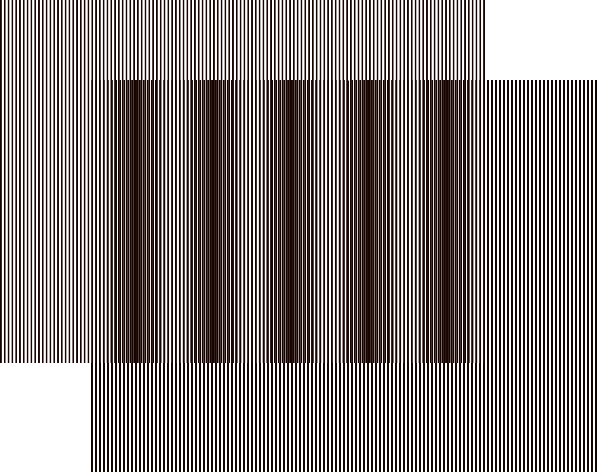
Муар

Для чёрно-белой печати, как правило, используется угол в 45°.
В традиционной технологии репродуцирования цветоделённые изображения для трёх хроматических красок (RGB) развёрнуты друг к другу на 30°. Для цветной печати в системе CMYK характерны следующие углы поворота растра: для краски cyan используется поворот в 15° или 105°, для краски magenta — 75° или 15°, для краски yellow — 0° или 90°, для краски black — 45° или 135°.
Такие углы выбраны не случайно. При ненадлежащей ориентации растровых структур при печати почти гарантированно возникнет искажение — муар. Причиной возникновение видимой муаровой сетки является периодическая структура цветоделённых изображений. Однако муар, возникающий из-за взаимодействия растровой структуры с периодической структурой самого изображения, невозможно полностью исключить как помеху для зрительного восприятия репродукции.
Несмотря на оптимальные углы поворота, уменьшающие муар, на цветных участках равномерного тона всё же возникают розетки. Образование розеточной структуры зависит также и от позиционирования цветоделённых изображений относительно друг друга. Колебания приводки краски в печатном процессе могут приводить к изменению формы розеток.
Также верно и то, что чем выше линеатура растра, тем менее заметной становится структура муара (например, линеатура 60 лин/см[уточнить]).
Для оригиналов с чётко выраженной собственной структурой (ткань, узор) возможно появление объектного муара, который практически невозможно устранить. Высоколинеатурные растры (до 150 лин/см[уточнить]) хотя и позволяют уменьшить эффект муара, но не всегда могут его предотвратить.

## Форма точки
Форма точки влияет на окончательное восприятие изображения. Как правило, точки имеют круглую форму, однако используются и точки других форм, например, эллиптические, ромбовидные или даже квадратные 

## Линиатура
Линиатура (линеатура) растра является одной из основных характеристик печати, характеризует период сетки и обозначает количество линий растра на единицу длины изображения (физически — частоту пространственной структуры растра). Чаще всего линиатура измеряется в линиях на дюйм — lpi; измеряется также в линиях на сантиметр. Характеристики совпадают с характеристиками одномерной дифракционной решётки; L = 1/p, где р — период структуры растра. Чем выше линиатура, тем более мелкие детали можно воспроизвести, однако существуют физические ограничения на линиатуру.
Ограничением на возможность использования растров с высокими линиатурами является тот факт, что из-за различных явлений краска способна растекаться (растискивание) и, таким образом, невозможно воспроизвести очень маленькую точку. Для недорогой бумаги физическое ограничение — 100 лин/см, хотя на практике при печати применяются меньшие линиатуры из-за того, что при использовании растров высокой линиатуры результат становится сильно чувствительным к параметрам печати.
Для газетной печати, как правило, используется линиатура в 85—133 lpi; для цветных журналов, рекламных брошюр и каталогов продукции — 133—175 lpi; для печати на бумаге высочайшего качества — 200 lpi.
Для растров с нерегулярной структурой понятие линиатуры вводится условно[как?].

## Стохастический растр
Стохастический (нерегулярный) растр в корне отличается от описанного выше регулярного растра. Изображение формируется из хаотичным образом разбросанных точек одного размера. Растр можно называть частотно-модулированным. Муаровая картина на стохастических растрах значительно менее контрастна сравнительно с муаром на регулярных растрах (вследствие малого диаметра растровых элементов), из-за чего долгое время не удавалось обнаружить муарообразование на нерегулярных растрах. Понятия «линиатура» и «форма точки» в стохастике не имеют смысла (хотя понятия линиатуры и квазипериода условно вводятся и для нерегулярных растров). К недостаткам стохастического растра можно отнести чувствительность процесса к качеству изготовления форм и сложность печати.